# Préfecture de police
 (mars 2015).
Si vous disposez d'ouvrages ou d'articles de référence ou si vous connaissez des sites web de qualité traitant du thème abordé ici, merci de compléter l'article en donnant les références utiles à sa vérifiabilité et en les liant à la section « Notes et références ».
En France, une préfecture de police est l'une des deux institutions chargées d'assurer la sécurité des personnes et des biens dans une zone ; la préfecture de police de Paris dirigée par un préfet de police pour l'Île de France ou la préfecture de police des Bouches-du-Rhône pour le département français des Bouches-du-Rhône.

## Historique
Depuis 2012, il existe deux préfectures de ce type :
- la préfecture de police de Paris, simplement dénommée dans les textes « préfecture de police », créée en 1800 ;
- la préfecture de police des Bouches-du-Rhône, créée en 2012.

Toutefois leurs compétences ne sont pas les mêmes :
- à Paris et dans l'agglomération parisienne, les directions de police dépendent organiquement de la préfecture de police, et le préfet de police dispose également de pouvoirs étendus de police administrative, d'une autorité sur la brigade des sapeurs-pompiers, et de directions et services administratifs ou spécialisés (Institut médico-légal, Laboratoire central (déminage), secrétariat général pour l'administration du ministère de l'intérieur d'Ile-de-France, gestion des aéroports franciliens...)  ;
- dans les Bouches-du-Rhône, le préfet de police dispose de compétences en matière de polices administratives (bien que moins étendues que le préfet de police de Paris) et assure dans le département la compétence de l'État en matière d'ordre public. Les directions de police sont placées sous son autorité fonctionnelle, mais restent organiquement et hiérarchiquement rattachées à la direction générale de la Police nationale.

De plus, le préfet de police assure, en Ile-de-France, la fonction de préfet de la zone de défense et de sécurité, tandis que le préfet de la zone de défense et de sécurité Sud est le préfet de la région Provence-Alpes-Côte d'Azur, préfet des Bouches-du-Rhône, et non le préfet de police des Bouches-du-Rhône.
De même, certaines compétences (délivrance des titres de circulation comme les certificats d'immatriculation, les permis de conduire, titres étrangers notamment) relèvent dans les Bouches-du-Rhône de la préfecture de département et à Paris de la préfecture de police.
Dans les autres départements, il peut exister un préfet délégué pour la défense et la sécurité, parfois nommé abusivement « préfet de police ».
Du 1er juillet 1983 au 6 mars 1985, il a existé un préfet de police de Nice, compétent pour l'ensemble du département des Alpes-Maritimes,. L'ancien magistrat Étienne Ceccaldi a été l'unique occupant de ce poste.